# گونتر انسکو
گونتر انسکو (انگلیسی: Günther Enescu؛ زادهٔ ۲۵ نوامبر ۱۹۵۵) ورزشکار والیبال اهل رومانی است.
وی در مسابقات کشوری و بین‌المللی در مجموع برندهٔ ۱ مدال برنز شده‌است.